# Maestranza Barón
La Maestranza Barón fue un taller ferroviario ubicado a un costado de la estación Barón, en la ciudad de Valparaíso, Chile. Construida en 1904, prestó servicios hasta 1990, y fue declarada monumento nacional de Chile, en la categoría de zona típica, y en la categoría de monumento histórico las edificaciones correspondientes a la antigua tornamesa y los viejos galpones, mediante el Decreto Supremo n.º 1552, del 3 de diciembre de 1986.

## Historia
La estación Barón, la primera construida para el recorrido del ferrocarril de Valparaíso a Santiago, se complementó con la construcción por parte de la Empresa de los Ferrocarriles del Estado la maestranza en 1904, para permitir realizar las reparaciones requeridas por el servicio. Además de las reparaciones de locomotoras y vagones, se fabricaron vagones para exportación.
En los años 1990 la maestranza pasó a depender del Merval, y se clausuró de forma definitiva. En los años siguientes se reacondicionaron como espacios de recreación y deportivos. Parte de la infraestructura ha sido utilizada por la agrupación Centro de Escalada Tornamesa para realizar actividades deportivas y gestionar la preservación del espacio.